# Bisdom Baroda
Het bisdom Baroda (Latijn: Dioecesis Barodensis) is een rooms-katholiek bisdom met als zetel Vadodara (ook wel Baroda genoemd), in India. Het bisdom is suffragaan aan het aartsbisdom Gandhinagar. 

## Geschiedenis
Het bisdom werd opgericht op 29 september 1966, uit delen van het aartsbisdom Bombay, en was suffragaan aan het aartsbisdom Bombay. Op 11 november 2002 veranderde het van kerkprovincie en werd suffragaan aan het nieuw verheven aartsbisdom Gandhinagar. 

## Parochies
Het bisdom had in 2020 een oppervlakte van 40.365 km2 en telde 24.051.000 inwoners waarvan 0,4% rooms-katholiek was.

## Bisschoppen
- Ignatius Salvador D’Souza (29 september 1966 - 19 januari 1986)
- Francis Leo Braganza (27 april 1987 - 29 augustus 1997)
- Godfrey de Rozario (29 augustus 1997 - 18 december 2021)
  - Stanislaus Fernandes (apostolisch administrator: 23 mei 2016 - 18 februari 2023)
- Sebastião Mascarenhas (31 december 2022 - heden)

Gandhinagar (aartsbisdom) · Ahmedabad · Baroda · Rajkot (Syro-Malabar)